# 4093 Bennett
4093 Bennett је астероид главног астероидног појаса са пречником од приближно 22,60 .
Афел астероида је на удаљености од 3,118 астрономских јединица (АЈ) од Сунца, а перихел на 2,916 АЈ.
Ексцентрицитет орбите износи 0,033, инклинација (нагиб) орбите у односу на раван еклиптике 9,359 степени, а орбитални период износи 1914,478 дана (5,241 година).
Апсолутна магнитуда астероида је 11,90 а геометријски албедо 0,060.
Астероид је откривен 4. новембра 1986. године.